# Плавание на летних Олимпийских играх 1896 — 500 метров вольным стилем
Соревнования по плаванию на 500 метров вольным стилем среди мужчин на летних Олимпийских играх 1896 прошли 11 апреля. Приняли участие три спортсмена из двух стран.

## Призёры
| Золото               | Серебро                 | Бронза                   |
| Пауль Нойман Австрия | Антониос Пепанос Греция | Эфстатиос Хорафас Греция |

## Соревнование
| Место | Спортсмен               | Результат  |
| ----- | ----------------------- | ---------- |
| 1     | Пауль Нойман (AUT)      | 8:12,6     |
| 2     | Антониос Пепанос (GRE)  | 9:57,6     |
| 3     | Эфстатиос Хорафас (GRE) | Неизвестен |